# Polaritet (politik)
Polaritet är ett koncept inom internationella relationer som används för att förklara fördelningen av makt mellan länder inom ett internationellt system. En pol är i sammanhanget ett urskiljbart politiskt område, främst stater, som utövar inflytande med hjälp av ekonomisk, militär och politisk makt. Polaritet tar en konkret form via olika globala institutioner som Världsbanken, IMF, FN och statliga militära samarbeten. En internationell världsordning med en enda, överlägset dominant stat kallas enpolär. Om två stater besitter liknande mängder makt kallas världsordningen för bipolär. Det råder konsensus om att världsordningen just nu håller på att skifta från enpolär till multipolär, alltså en värld där makten är jämnt balanserad mellan olika suveräna stater och politiska områden.